# جاك القدري
جاك القدري وصديقه، (بالفرنسية: Jacques le fataliste et son maître)‏، هي رواية للروائي دنيس ديدرو، كتبها في الفترة من 1764-1780. صدرت الطبعة الفرنسية الأولى من الرواية عام 1796، لكنها عرفت في ألمانيا في وقت أكبر من ذلك، بفضل ترجمة غوته الجزئية التي ظهرت عام 1785 ومن ثم أعيدت ترجمتها إلى الفرنسية عام 1793، وأستكمل مايليوس ترجمتها إلى الألمانية عام 1792.

## القصة
موضوع الرواية الرئيسي هو علاقة بين الخادم جاك وسيده الذي لم يُذكر اسمه قط. يرتحل الاثنان لوجهة يتركها الراوي غامضة، ولتبديد ملل الرحلة، يضطر جاك لرواية قصص حبه بأمر من سيده. لكن قصة جاك غالباً ما كانت تقاطع من قبل شخصيات أخرى وحوادث عديدة. يروي الشخوص الآخرون الذين يظهرون في الرواية قصصهم، لكنهم أيضاً يُقاطعون باستمرار. ثمة قارئ يقاطع الراوي بطرح الأسئلة وطلب المزيد من التفاصيل. معظم الحكايا التي تروى تكون فكاهية لكن موضوعها الأساسي يكون الرومانسية أو الجنس.، وتتميز الشخصيات المركبة بانغماسها في الخداع.
فلسفة جاك الرئيسية هي أن كل شيء يحدث لنا سواء كان خيراً أم شراً مكتوب مسبقاً في لفافة كبيرة، يتم بسط جزء يسير منها كل مرة. لكن جاك يستمر في إضفاء قيمة على أفعاله وهو ليس شخصية سلبية. وصف بعض النقاد (مثل جيه روبرت لوي) فلسفة جاك بأنها ليست قدرية، بل حتمية.
يغص الكتاب بالشخصيات المتناقضة والثنائيات الأخرى. تروي إحدى القصص عن رجلين في الجيش، وهما متشابهان كثيراً، كما أنهما صديقان حميمان، إلا أنهما لا يتوقفان عن المبارزة وجرح كل منهما الآخر. ومن الأمور الأخرى، قصة الأب هدسون، وهو مصلح ذكي وذو فعالية في الكنيسة، لكنه أكثر الشخصيات خلاعة في الكتاب. حتى أن جاك وسيده تجاوزا أدوارهما الواضحة، حيث يثبت جاك بوقاحه أن سيده لا يستطيع العيش بدونه، وبذا فإن جاك يكون هو السيد والسيد هو العبد.

## روابط خارجية
- جاك القدري على موقع الموسوعة البريطانية (الإنجليزية)

- (بالفرنسية) Jacques the Fatalist, audio version